# Љубо Трута
Љубомир Љубо Трута (Зларин, код Шибеника, 22. децембар 1915 – Сплит, 2. јун 1991) био је учесник Народноослободилачке борбе, адмирал ЈРМ и народни херој Југославије.

## Биографија
Рођен је у радничкој породици. Рано је остао без оца, па је сам морао да издржава себе и мајку. Након завршетка гимназије у Шибенику, упсао се на Правни факултет у Загребу. Пошто није био материјално обезбеђен, није могао редовно да студира. Запослио се као поштански чиновник у Преку на острву Угљану, а после одслужења војног рока у Шибенику.
После капитулације Југославије 1941, радио је с групом симпатизера КПЈ на Пошти у Шибенику и на прикупљању материјалних средстава за партизане, и на уништавању окупаторских писмених пошиљки. Био је руководилац Градског одбора Црвене помоћи. Маја 1942. године ступио је у новоосновани Севернодалматински партизански одред. Убрзо је постао командир чете и истакао се у борбама које је одред водио у Буковици, а посебно у заузимању Оклаја—Промине 28. јуна. Када се после италијанске јулске офанзиве у северној Далмацији одред повукао у јужну Лику, Љубо је тамо био тешко рањен. После оздрављења, био је постављен за оперативног официра одреда, а почетком октобра 1942. за оперативног официра новоосноване Друге далматинске бригаде. Тада је примљен у КПЈ. Учествовао је у борбама за заузимање Кијева (код Врлике), 27. новембра, код Ливна и Дувна. у првој половини децембра, и око Купреса, крајем истог месеца.
Када је, почетком фебруара 1943. године, формирана Пета далматинска бригада, Љубо је био постављен за команданта батаљона. У време Четврте непријатељске офанзиве, његов батаљон се истакао у многим борбама, а посебно у преношењу рањеника и болесника преко планине Прењ. Тада је бригада била захваћена епидемијом тифуса. Од те болести није био поштеђен ни Љубо. Бригада је расформирана 12. априла 1943, а њеним борцима попуњене су остале далматинске бригаде. После оздрављења, постао је заменик команданта батаљона у Трећој далматинској бригади, а после преласка Сутјеске, почетком јуна, био је додељен штабу Друге далматинске бригаде. Почетком августа 1943. године, био је постављен је за команданта батаљона у Првој далматинској бригади. С бригадом прешао је из источне Босне у Далмацију, и од 10. септембра учествовао у тешким борбама код Клиса против јединица Седме СС дивизије „Принц Еуген“. Са бригадом се истакао у борбама код Имотског, Посушја и на Пељешцу, у новембру исте године. Крајем године, био је постављен за начелника Штаба Прве далматинске бригаде. Учествовао је у десантним акцијама бригаде у првој половини 1944. године с ослобођеног Виса на острва Хвар, Корчулу и Шолту и на полуострво Пељешац.
Јула 1944. године био је постављен за команданта Осме далматинске бригаде 20. дивизије. Успешно је командовао бригадом у борбама за коначно ослобођење Далмације, посебно Сиња, 25. октобра. У новембру је постао командант Девете дивизије, и с њом учествовао у борбама за ослобођење Книна (када је дивизија, с командантом Трутом, похваљена од Врховног команданта Јосипа Броза Тита), затим Широког Бријега и Мостара. Девета дивизија је, под командом Љубе Труте, ослободила јужни део Лике, острва Паг, Раб, Црес и Лошињ. Он је организовао десант својих бригада с острва Цреса у Истру, после чега је дивизија учествовала у ослобођењу Опатије, Ловрана и Раше. Учествовала је и у ослобођењу Трста. За успешно извршене задатке у завршним операцијама, дивизија је, с командантом Трутом, поново била похваљена од Врховног команданта.
Јула 1946. године, Трута је био постављен на дужност начелника Оперативног одељења Команде ЈРМ. Годину касније отишао је на војно школовање у Совјетски Савез (Виша војно-поморска академија). После тога се налазио на разним дужностима у ЈРМ, а последња је била командант војно-поморске области, у чину адмирала. Пензионисан је 1975. године. После тога је био председник Међуопштинског одбора СУБНОР-а за Далмацију.
Умро је 2. јуна 1991. године у Сплиту.
Носилац је Партизанске споменице 1941, Ордена ратне заставе, Ордена партизанске звезде са златним венцем, Ордена партизанске звезде са сребрним венцем, Ордена заслуга за народ са сребрним зрацима, Ордена за храброст и осталих југословенских одликовања. Орденом народног хероја одликован је 27. новембра 1953. године.